# Galumnellidae
Galumnellidae zijn  een familie van mijten. Bij de familie zijn 50 geslachten met circa 460 soorten ingedeeld.